# Väyrynenit
Väyrynenit [ˈvæɥryneˌnɪt] Hörbeispielⓘ ist ein sehr selten vorkommendes Mineral aus der Mineralklasse der „Phosphate, Arsenate und Vanadate“ mit der chemischen Zusammensetzung MnBe[OH|PO4] und ist damit chemisch gesehen ein Mangan-Beryllium-Phosphat mit einem zusätzlichen Hydroxidion.
Väyrynenit kristallisiert im monoklinen Kristallsystem, bildet aber nur selten kurz- bis langprismatische Kristalle aus, die Größen von bis zu 6 cm erreichen können. Meist findet sich Väyrynenit jedoch in Form von massigen bis feinkörnigen Aggregaten. In reiner Form ist Väyrynenit rot oder rosafarben in verschiedenen Farbtönen, er kann aber durch Einschlüsse und formelfremde Atome eine grünliche bis blassgraue Farbe annehmen.
Die Typlokalität des Minerals ist der im Jahre 1935 im ehemaligen Kirchspiel Eräjärvi entdeckte Pegmatit von Viitaniemi unweit von Orivesi, Landschaft Pirkanmaa, Finnland, in dem bereits seit Ende der 1930er Jahre Kalifeldspat abgebaut worden ist.

## Etymologie und Geschichte

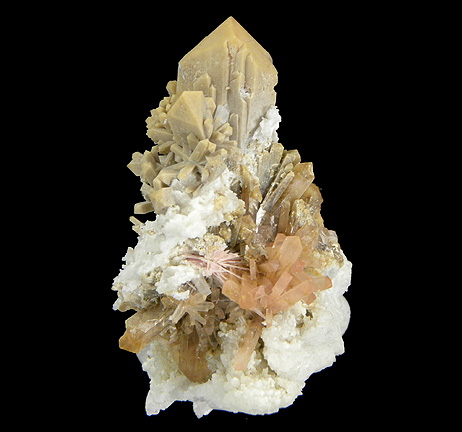
Orangebrauner Eosphorit mit rosa Väyrynenit-Nadeln. Chamachhu, Gilgit-Baltistan, Pakistan (Stufengröße: 4,1 cm × 2,7 cm × 2,6 cm)

Väyrynenit war bereits 1939 durch Oleg von Knorring (1915–1994) in Viitaniemi gesammelt und als mögliches neues Mineral erkannt worden.
Als Erstbeschreiber des Väyrynenits gilt aber der finnisch-US-amerikanische Geochemiker Alex Alexis von Volborth, der das Mineral im Sommer 1949 in Viitaniemi entdeckt und wegen seiner himbeerspatähnlichen Farbe vorläufig als „rotes“ unbekanntes Mineral bezeichnet hatte. Im Jahre 1954 beschrieb er es zusammen mit Erika Stradner sowohl im Anzeiger der Österreichischen Akademie der Wissenschaften als auch in der danach erschienenen Druckfassung seiner Dissertation als Väyrynenit. Volborth benannte das Mineral nach Heikki Allan Väyrynen (1888–1956), Professor für Mineralogie und Geologie an der Technischen Hochschule Helsinki in Finnland (heute Aalto-Universität), der das erste Buch über die Geologie Finnlands verfasste.
Die englische Aussprache des Namens geben Mary Mrose und Oleg von Knorring mit „vĭ́’-rĭ-nĕ-nite“ an.
Typmaterial des Minerals wird unter der Katalog-Nr. R11807 in der Sammlung des zur Smithsonian Institution gehörenden National Museum of Natural History in Washington, D.C. in den Vereinigten Staaten aufbewahrt.

## Klassifikation
Bereits in der veralteten, aber teilweise noch gebräuchlichen 8. Auflage der Mineralsystematik nach Strunz gehörte der Väyrynenit zur Mineralklasse der „Phosphate, Arsenate und Vanadate“ und dort zur Abteilung der „Wasserfreien Phosphate, mit fremden Anionen F, Cl, O, OH“, wo er zusammen mit Babefphit, Bergslagit, Herderit und Hydroxylherderit die unbenannte Gruppe VII/B.01 bildete.
Die seit 2001 gültige und von der International Mineralogical Association (IMA) verwendete 9. Auflage der Strunz’schen Mineralsystematik ordnet den Väyrynenit ebenfalls in die Abteilung der „Phosphate usw. mit zusätzlichen Anionen; ohne H2O“ ein. Diese ist allerdings weiter unterteilt nach der relativen Größe der beteiligten Kationen und dem Stoffmengenverhältnis der zusätzlichen Anionen zum Phosphat-, Arsenat bzw. Vanadatkomplex (RO4), so dass das Mineral entsprechend seiner Zusammensetzung in der Unterabteilung „Mit kleinen und mittelgroßen Kationen“ zu finden ist, wo es als einziges Mitglied die unbenannte Gruppe 8.BA.05 bildet.
Auch die vorwiegend im englischen Sprachraum gebräuchliche Systematik der Minerale nach Dana ordnet den Väyrynenit in die Klasse der „Phosphate, Arsenate und Vanadate“ und dort in die Abteilung der „Wasserfreien Phosphate etc., mit Hydroxyl oder Halogen“. Hier ist er zusammen mit Herderit, Hydroxylherderit und Bergslagit der „Herderitgruppe“ mit der System-Nr. 41.05.04 innerhalb der Unterabteilung „Wasserfreie Phosphate etc., mit Hydroxyl oder Halogen mit (AB)2(XO4)Zq“ zu finden.

## Chemismus
Die Analyse des Väyrynenits von Viitaniemi ergab Mittelwerte von 34,01 % MnO; 5,92 % FeO; 0,53 % CaO; 13,85 % BeO; 0,20 % Na2O; 0,04 % K2O; 0,40 % Al2O3; 39,98 % P2O5; 4,93 % H2O+; 0,19 % H2O− sowie einen unlöslichen Rest von 0,06 %.
Aus ihnen errechnete sich die empirische Formel (Mn2+0,84Fe2+0,14Ca0,02)Σ=1,00Be0,98(PO4)0,99(OH)0,96, welche zu MnBe(PO4)(OH) idealisiert wurde. Diese Idealformel erfordert Gehalte von 40,32 % MnO; 14,22 % BeO; 40,34 % P2O5 sowie 5,12 % H2O. Einschlüsse von Beryllonit, Herderit, Hurlbutit, Apatit und/oder Muskovit dürften für die formelfremden Elemente verantwortlich sein.
Bei der Analyse von Väyrynenit verschiedener anderer Fundorte wurden geringe, aber nachweisbare Gehalte an Fluor sowie immer auch deutliche Gehalte an Fe2+ angetroffen. Die pakistanischen Kristalle aus „Shigar“ und „Gilgit“ sind am eisenreichsten, Väyrynenit aus dem Pegmatit „Animikie Red Ace“ in Wisconsin/USA ist am eisenärmsten, Väyrynenit aus der Typlokalität liegt dazwischen.
- Estes, Maine: (Mn0,709Fe0,315)1,014Be1,000(PO4)0,990(OH0,969F0,031)1,000[13]
- Shigar, Pakistan: (Mn0,739Fe0,274)1,013Be1,000(PO4)0,993(OH0,974F0,026)1,000[13]
- Gilgit, Pakistan: (Mn0,748Fe0,240Ca0,003)0,991Be1,000(PO4)0,998(OH0,999F0,001)1,000[13]
- Sassi, Pakistan: (Mn2+0,78Fe2+0,23Mg0,01)Be(PO4)(OH0,92F0,08)[5]
- ARA, Wisconsin: (Mn0,991Fe0,032Ca0,021)1,044Be1,000(PO4)0,986(OH0,980F0,020)1,000[13]
- Viitaniemi, Finnland: (Mn0,84Fe0,14Ca0,02)1,00Be0,98(PO4)0,99(OH)0,96[7]
- Viitaniemi, Finnland: (Mn0,88Fe0,08Mg0,01)Σ0,97Be1,02(PO4)1,00(OH)1,02[15]

Infolgedessen erscheint eine Mischkristallbildung mit einem noch hypothetischen, fluordominanten Endglied mit der Formel MnBe[F|PO4] durchaus möglich. Da auch Fe2+ in größeren Mengen vorhanden ist, ist auch eine Mischkristallbildung mit einem Fe2+-dominanten Endglied mit der Formel Fe2+Be[OH|PO4] wahrscheinlich.
Chemisch kann Väyrynenit als Mn2+-dominantes Analogon des Ca-dominierten Hydroxylherderits, CaBe[OH|PO4], aufgefasst werden, der aber eine gänzlich andere Kristallstruktur aufweist.

## Kristallstruktur

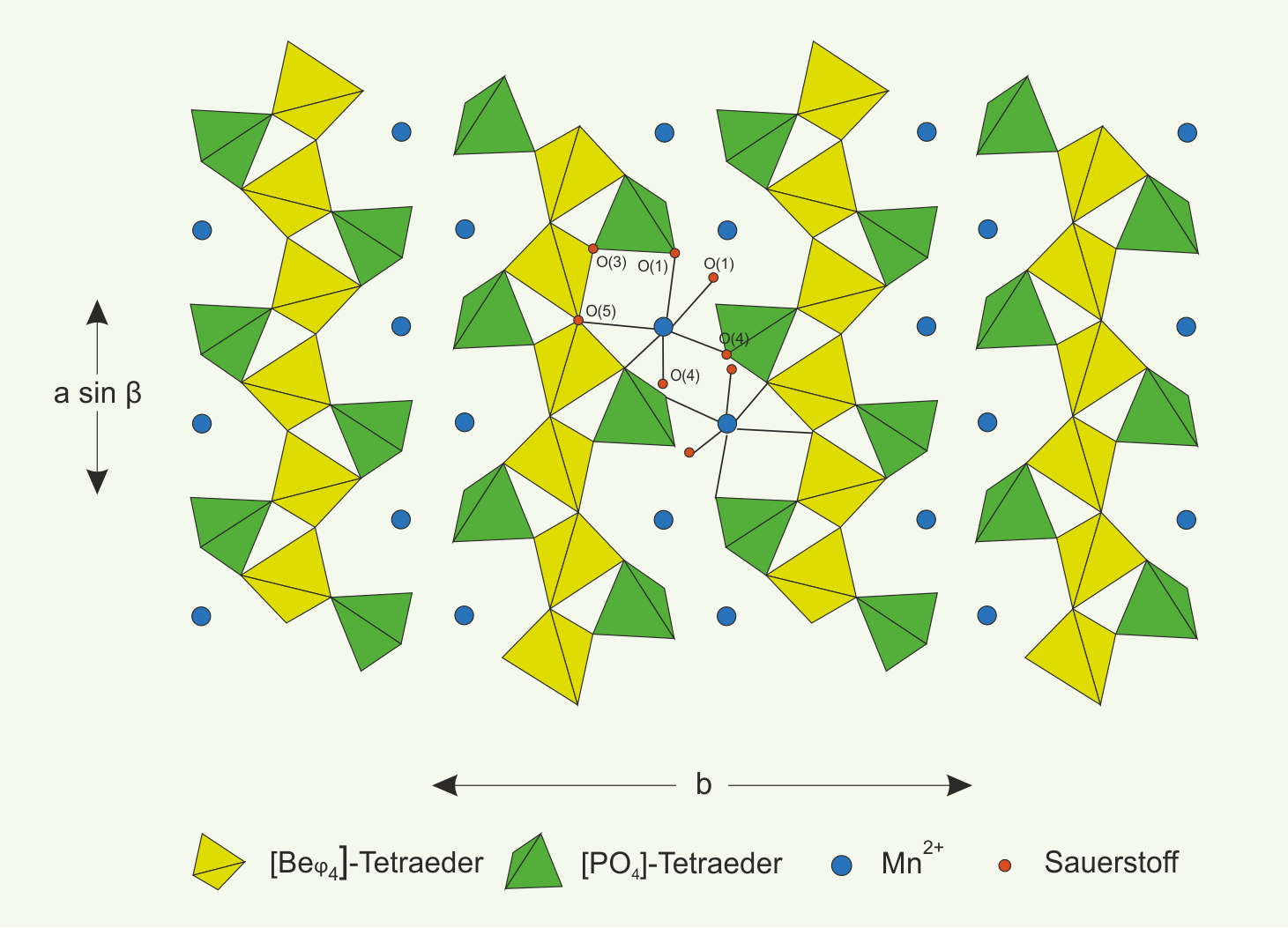
Kristallstruktur von Väyrynenit, projiziert senkrecht [001

Väyrynenit kristallisiert monoklin in der Raumgruppe P21/c (Raumgruppen-Nr. 14) mit den Gitterparametern a = 5,4044 Å; b = 14,5145 Å; c = 4,7052 Å und β = 102,798° sowie vier Formeleinheiten pro Elementarzelle.
In der Kristallstruktur des Väyrynenits sind (Beφ4)-Tetraeder mit benachbarten (Beφ4)-Tetraedern über gemeinsame Ecken zu einer Zickzack-Kette verknüpft, die sich in Richtung der a-Achse [100] erstreckt. Diese Kette ist an ihrer Peripherie mit PO4-Tetraedern dekoriert, die über gemeinsame Ecken mit jedem von zwei unterschiedlichen (Beφ4)-Tetraedern verknüpft sind und auf diese Weise Bänder längs der c-Achse [001] bilden. Die [Be2(OH)2(PO4)2]n4n−-Bänder, die den [Be2(OH)2(SiO4)2]-Ketten im Euklas, AlBe[OH|SiO4], ähneln, sind in Richtung der b-Achse [010] durch Mn2+ (und Fe2+) in oktaedrischer Koordination verbunden. Die resultierenden Schichten parallel (001) sind mit benachbarten Schichten in Richtung [001] durch gemeinsame Ecken (O-Atome) von PO4-Tetraedern und den {(Mn,Fe)φ6}-Oktaedern sowie durch Wasserstoffbrückenbindungen verknüpft. Die nur schwachen Bindungen zwischen den Schichten bedingen die sehr vollkommene Spaltbarkeit des Väyrynenits nach {010}.
Väyrynenit weist strukturelle Gemeinsamkeiten mit Euklas auf, kristallisiert aber nicht mit der gleichen Struktur wie dieser und ist deshalb auch nicht isotyp zu diesem.

## Eigenschaften

### Morphologie

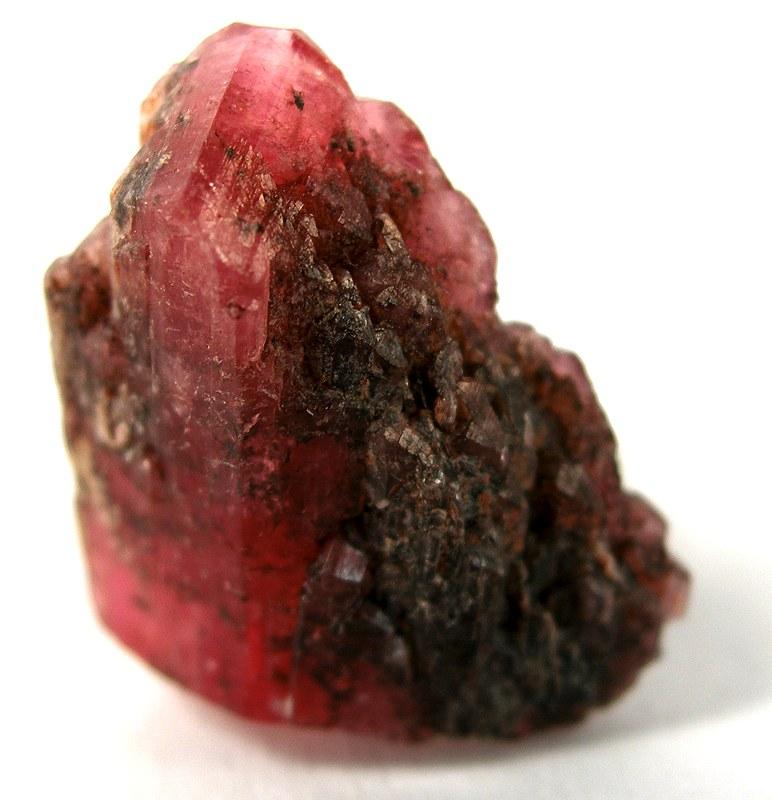
Kurzprismatischer Väyrynenit-Kristall aus Paprok, Afghanistan (Größe: 1,7 cm × 1,4 cm × 0,6 cm)

Väyrynenit tritt in bis 6 cm großen Kristallen auf, die kurz- oder langprismatisch nach der c-Achse ausgebildet sind und starke Unterschiede in Tracht und Habitus aufweisen können. An der Typlokalität bildet Väyrynenit ausschließlich eingewachsene Kristalle, an den pakistanischen und afghanischen Fundstellen hingegen aufgewachsene, aber meist abgebrochene Kristalle. Nur ganz selten sind beide Kristallenden vorhanden. Die Tracht der sehr seltenen Kristalle von der Typlokalität besteht aus dem die tragende Form bildenden Prisma {110} oder {120} sowie dem Pinakoid {010} und dem Basispinakoid {001}. Die Flächen des Prismas sind häufig vertikal (also parallel der c-Achse) gestreift oder sogar gerieft. Väyrynenit-Kristalle von Chitral sind hingegen deutlich flächenreicher. Neben den oben genannten Flächenformen wurden an diesem Material noch die Prismen {210}, {121}, {111} und {131} sowie die Pinakoide {011} und {021} festgestellt. Trachtbestimmend sind das Prisma {120} und das Pinakoid {121}. Die Zugehörigkeit zum monoklinen Kristallsystem lässt sich an gut ausgebildeten Kristallen, insbesondere bei den Kopfflächen, meist deutlich erkennen (vgl. die nebenstehenden Kristallzeichnungen).

Tracht und Habitus von Väyrynenit-Kristallen (gleiche Farben bedeuten gleiche Flächenformen)
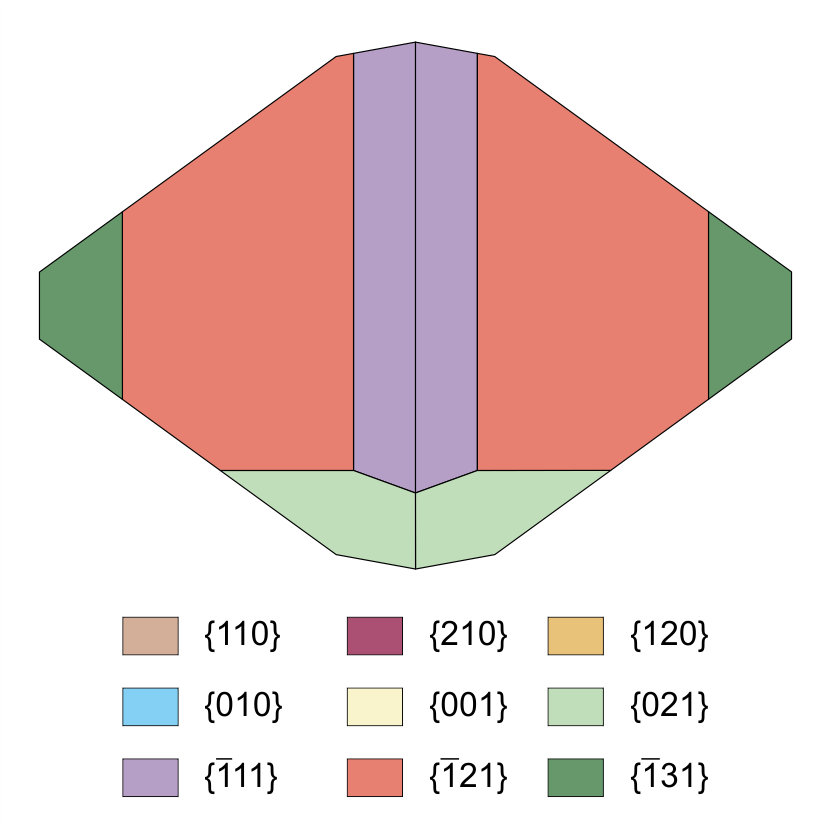
Väyrynenit-Kristall, Kopfbild
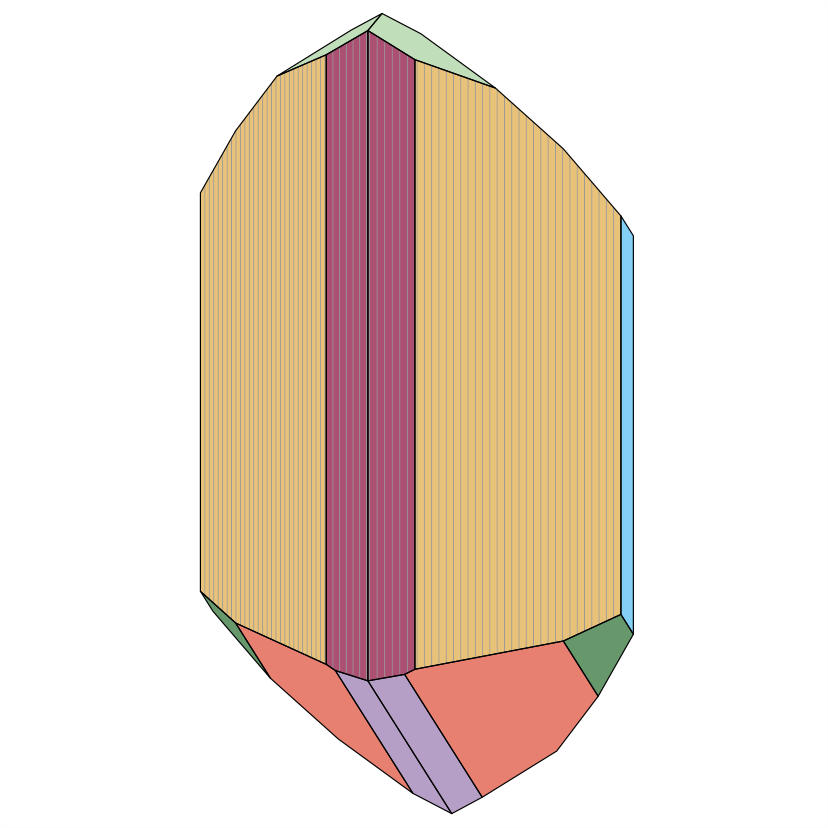
Väyrynenit-Kristall, Normalaufstellung, stark gestreift parallel
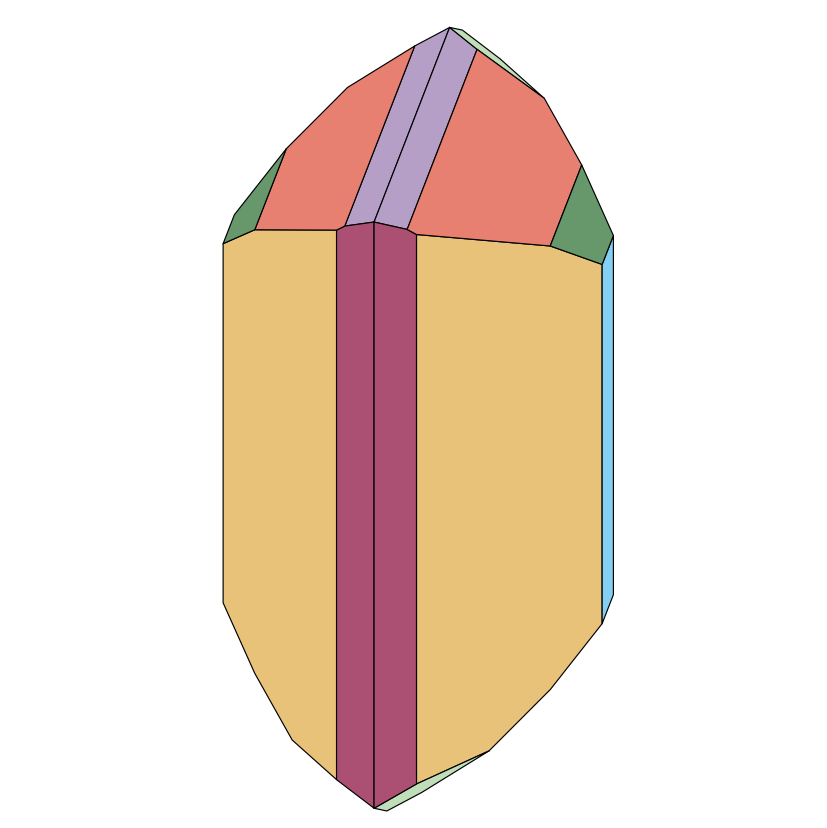
Väyrynenit-Kristall, um 180° aus der Normalaufstellung gedreht
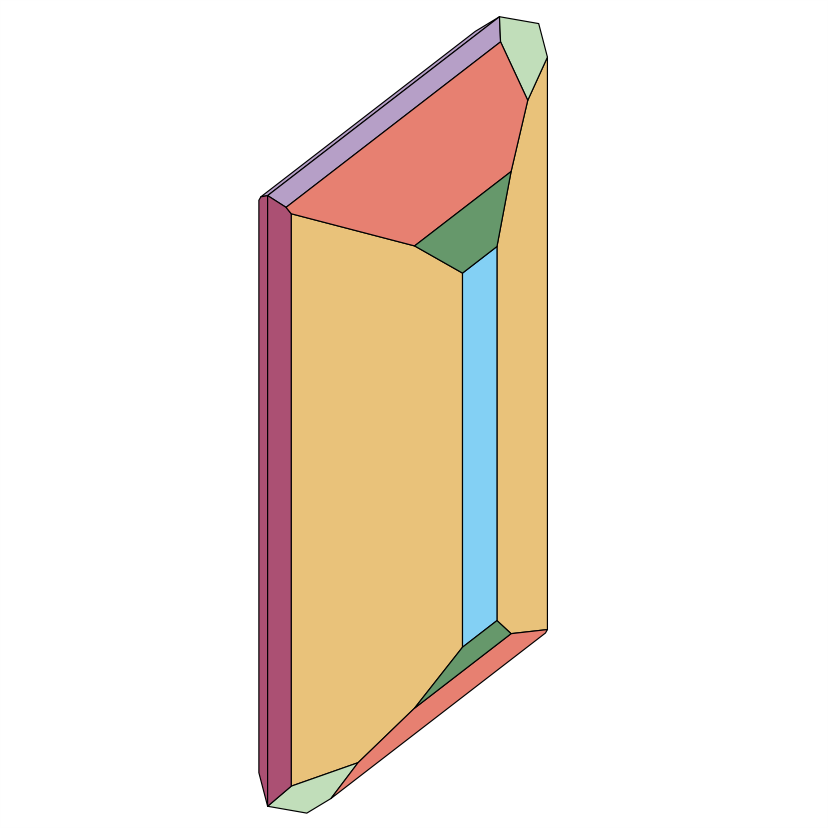
Väyrynenit-Kristall, Seitenansicht (um 130° aus der Normalauf-stellung gedreht)
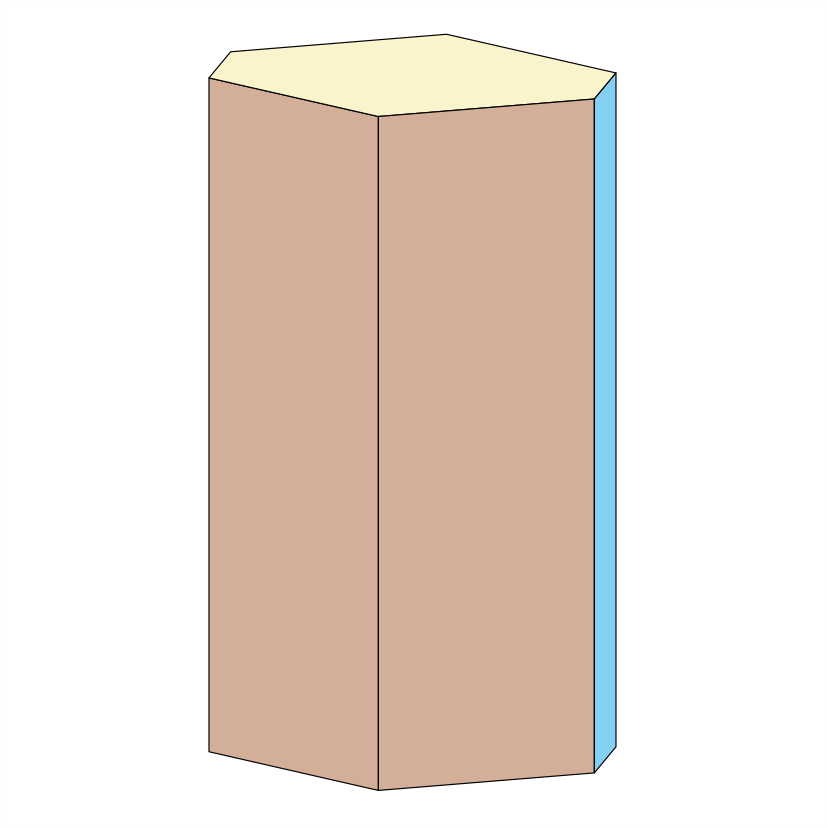
flächenarmer Väyrynenit-Kristall von der Typlokalität Viitaniemi

An den skandinavischen Fundstellen bildet Väyrynenit meist nur massige bis körnige Aggregate oder unscheinbare rosafarbene Flecken in den Mineralumwandlungen. Die Umwandlung aus den primären Beryllium-Phosphaten in bis zu 20 cm große Hurlbutit-Hydroxylherderit-Väyrynenit-Aggregate ist meist deutlich zu erkennen, wie nachfolgend aus den schwedischen Pegmatiten auf der Insel Rånö beschrieben:

“At Norrö and Rånö the beryllium-phosphates are probably quite rare since only a few specimens have been found. One of these samples consists of an aggregate of diverging and strongly altered beryl crystals. At one end, the beryl crystals are rather fresh turning into a zone of a white hurlbutite/hydroxyl-herderite mixture continuing into pale brown hurlbutite/hydroxyl-herderite/väyrynenite, an finally, more or less pure, pink coloured väyrynenite towards the other end. The length of this aggregate is about 20 cm.”

„In Norrö und Rånö sind die Beryllium-Phosphate offensichtlich ziemlich selten, da nur einige wenige Stufen gefunden worden sind. Eine dieser Stufen besteht aus einem Aggregat aus divergierenden und stark umgewandelten Beryll-Kristallen. An ihrem einen Ende sind die Beryll-Kristalle noch relativ frisch. Sie gehen über in eine Zone aus einer Mischung aus weißem Hurlbutit/Hydroxylherderit, die sich über blassbraunen Hurlbutit/Hydroxylherderit/Väyrynenit fortsetzt, zu mehr oder weniger reinem rosafarbenem Väyrynenit am anderen Ende des Aggregates. Die Länge dieses Aggregates beträgt ca. 20 cm.“

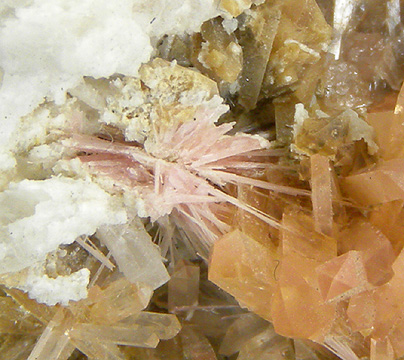
Rosafarbene nadelige Väyrynenit-Aggregate auf Eosphorit. Chamachhu, Pakistan (Sichtfeld: 1 cm)

Gelegentlich ist das Mineral auch in dünnnadeligen Aggregaten angetroffen worden.
Durch die Art der Bildung sind an den skandinavischen Fundstellen Pseudomorphosen relativ verbreitet. Beschrieben wurden Pseudomorphosen von Väyrynenit nach Beryllonit und
Pseudomorphosen von feinkörnigen Väyrynenit-Hydroxylherderit-Apatit-Muskovit-Gemengen nach Beryll.

### Physikalische und chemische Eigenschaften
Väyrynenit-Kristalle sind rosenrot, lachsrosa, blassrosa, bräunlichrosa oder blassgrau, ihre Strichfarbe ist dagegen immer weiß. An einem 4,6 mm großen und 0,62 ct schweren Cabochon aus dem Gebiet östlich von Shengus im nördlichen Pakistan wurde ein schwacher Katzenaugeneffekt festgestellt.
Die Oberflächen der durchscheinenden bis durchsichtigen Kristalle zeigen einen glas- oder harzartigen Glanz. Väyrynenit besitzt mittelhohe Lichtbrechung und Doppelbrechung (δ = 0,026–0,028). Im durchfallenden Licht ist Väyrynenit rosa bis farblos und zeigt einen deutlichen Pleochroismus von X = orange über Y = rot nach Z = dunkelrot, von blassrosa-orange über rosa nach gelblich-orange, von rosa nach strohgelb, oder von rosa nach orange Väyrynenit-Kristalle von der Typlokalität sind nicht pleochroitisch.
Väyrynenit besitzt drei verschiedene Spaltbarkeiten: eine sehr vollkommene nach {010}, eine gute nach {100} und eine undeutliche nach {001}. Er bricht aufgrund seiner Sprödigkeit aber ähnlich wie Amblygonit, wobei die Bruchflächen uneben ausgebildet sind. Das Mineral weist eine Mohshärte von 5 auf und gehört damit zu den mittelharten Mineralen, die sich ähnlich gut wie das Referenzmineral Apatit mit einem Taschenmesser noch ritzen lassen. Die gemessene Dichte für Väyrynenit beträgt 3,22 g/cm³, die berechnete Dichte 3,23 g/cm³.
Vor dem Lötrohr bläht sich der Väyrynenit auf und schmilzt zu einem dunkelbraunen, magnetischen, blasigen Glas. Das Mineral ist in kalter Salzsäure (HCl), Salpetersäure (HNO3) und Schwefelsäure (H2SO4) sehr langsam löslich. Väyrynenit zeigt weder im lang- noch im kurzwelligen UV-Licht eine Fluoreszenz.

## Bildung und Fundorte
An der Typlokalität entstand Väyrynenit aus einer engen, feinkörnigen Verwachsung von (Hydroxyl)-Herderit und Hurlbutit (Herderit-Hurlbutit-Symplektit) dort, wo dieser an rubidiumhaltigen Mikroklin, Montebrasit und Quarz grenzt. Väyrynenit gehört zu den spätesten Bildungen und weist auf den hohen Mangan-Gehalt der letzten hydrothermalen Lösungen hin. Er steht am Ende der späthydrothermalen Umwandlungsreihe Beryllonit → Hurlbitit → Herderit → Moraesit, wobei sich dieser Prozess gut sich im Dünnschliff verfolgen lässt.
Anderswo wird Väyrynenit allgemein als Alterationsprodukt von Beryll, Triplit und Triphylin in komplex zonierten Granitpegmatiten aufgefasst.
Typische Begleitminerale des Väyrynenits sind Herderit (wahrscheinlich eher Hydroxylherderit), Hurlbutit, Beryllonit, rubidiumhaltiger Mikroklin, die Muskovit-Varietät Gilbertit, Quarz, Topas, cäsiumhaltiger, rosafarbener Beryll (Varietäten Morganit und/oder Vorobieffit), manganhaltiger Fluorapatit sowie Morinit.
Als sehr seltene Mineralbildung konnte Väyrynenit bisher (Stand 2018) von ca. 20 Fundpunkten beschrieben werden. Als Typlokalität gilt der Granitpegmatit (Lithium-Cäsium-Tantal-Pegmatittyp) von Viitaniemi unweit der Stadt Orivesi in der finnischen Landschaft Pirkanmaa, der nicht nur für seine außergewöhnliche Phosphatmineralisation mit Lithium, Mangan, Eisen und Beryllium bekannt ist, sondern neben Väyrynenit auch die Typlokalität für Viitaniemiit darstellt.
Fünf der ca. 20 bekannten Fundstellen für Väyrynenit befinden sich in Skandinavien. Neben dem Pegmatit von Viitaniemi sind dies in Finnland die ebenfalls im Eräjärvi-Gebiet liegenden Pegmatite „Jussinvuori“ und „Myllyrinne“. In Schweden gehören dazu der „Glimmersteinbruch Norrö“ bei Kapelludden unweit von Nynäshamn bzw. Utö, Insel Rånö, Provinz Stockholms län (ehemals Södermanland), und der komplexe Pegmatit von „Norrskogen“ bei Arlanda unweit von Sigtuna in der Provinz Stockholms län (ehemals Provinz Uppland). Von Norrö stammen dabei bis zu 20 cm große Beryll-Väyrynenit-Kristallaggregate, deren Farbe allerdings wesentlich heller als das typische Rosenrot ist. Sie entstanden bei der Zersetzung und Umwandlung von primärem Beryll in ein Gemenge aus Hurlbutit und Hydroxylherderit sowie Hydroxylherderit und Väyrynenit.
Weitere europäische Fundstellen für Väyrynenit sind die nach der Stadt Bendada benannten Bendada-Gruben bei Sabugal, Distrikt Guarda, Portugal, sowie das Pegmatitgebiet von La Fregeneda, Salamanca, Kastilien und León, Spanien. Vorkommen von Väyrynenit in Deutschland, in Österreich oder in der Schweiz sind nicht bekannt.
Die besten Vertreter dieser Mineralart stammen allerdings aus Asien. Bereits 1976 haben Heinz Meixner und Werner H. Paar Väyrynenit-Kristalle aus „Pakistan“ beschrieben, die auf einem Basar in Chitral erworben worden sind. Der unbekannte Fundort lässt sich auf damals neu entdeckte Li-Phosphatpegmatite im nördlichen Chitral Valley, Distrikt Chitral der Provinz Khyber Pakhtunkhwa, Pakistan, oder auf ebensolche aus dem nahen Afghanistan beziehen.
Im pakistanischen Sonderterritorium Gilgit-Baltistan (ehemalige Northern Areas) aus den Chamachhu-Pegmatiten bei Chamachhu und von „Shengus“ in den Haramosh-Bergen; von „Nyet“, „Apo Ali Gun“ und aus der „Namlook Mine“ oberhalb des Dorfes Dassu, alle im Braldu-Tal, alle im Distrikt Skardu, alle in Pakistan. Weitere Funde werden aus der Umgebung von „Sassi“, einer Ansiedlung an der großen nördlichen Schleife des Flusses Indus bei Gilgit, Gilgit-Baltistan, Pakistan, gemeldet.
Der Chatoyance aufweisende Väyrynenit soll aus dem Gebiet von Sabsar und Khargulook, ca. 10 km östlich von Shengus in Nordpakistan, stammen. Die von Dudley Blauwet beschriebenen prächtigen, ca. 3 cm großen Väyrynenite sollen angeblich aus Pegmatiten um Alchuri im Shigar-Tal, Distrikt Skardu im pakistanischen Gilgit-Baltistan kommen, jedoch werden als eigentliche Fundorte die weiter flussaufwärts im Braldu-Tal gelegene „Namlook Mine“, „Nyet“ oder „Apo Ali Gun“ (alle in Luftlinie ca. 20 km nordwestlich von Alchuri) für wahrscheinlicher gehalten.
In Afghanistan von „Paprok“ (edelsteinführende Spodumen-Pegmatite in spättriassischen Schiefern), Distrikt Kamdesh, Provinz Nuristan. Bei der zumeist als „Paprok Mine“ zitierten Lokalität handelt es sich um verschiedene Abbaue in Pegmatiten auf der rechten Seite des Tals Kéhi Dara, südlich des Dorfes Paprok. Hauptabbaue sind „Me Tunnel Madan“, „KAL Tunnel Madan“, „GUL Tunnel Madan“ und „Al Madan“, wobei „Madan“ lediglich „Bergwerk“ oder „Abbau“ bedeutet. Aus namentlich nicht genannten Granitpegmatiten in der Provinz Laghman stammen geschliffene Väyryneite.
In China wurde das Mineral aus dem im „Pegmatit No. 31“ bauenden Bergwerk Xikeng im Pegmatitfeld Nanping, Stadtbezirk Yanping der bezirksfreien Stadt Nanping, Provinz Fujian, beschrieben. Es handelt sich um einen Muskovit-Albit-Spodumen-Pegmatit mit ökonomisch signifikanten Gehalten an Cäsium und seltenen Metallen wie Niob und Tantal. Schließlich auch in Granitpegmatiten der Tantal-Lagerstätte „Ognevka“, Qalbagebirge, Gebiet Ostkasachstan (Schyghys Qasaqstan Oblysy), Kasachstan.
In den Vereinigten Staaten ist Väyrynenit im Bundesstaat Maine aus der Lokalität „Estes Quarry“ bei West Baldwin, Baldwin, Cumberland Co., sowie im Bundesstaat Wisconsin aus dem zu den Pine-River-Pegmatiten gehörenden Pegmatit „Animikie Red Ace“ bei Fern, Florence Co., bekannt.

## Verwendung
Aufgrund seiner gemmologischen Charakteristika (Farbe, Transparenz, Brechungsindizes, Härte und Größe der Kristalle) wird Väyrynenit gelegentlich verschliffen, obwohl er mit einer Mohshärte von maximal 5 für einen Edelstein zu weich ist. Facettierte Steine sind extrem selten und übersteigen nur selten ein Gewicht von 0,6 ct. Schleifbares Material stammt nahezu ausschließlich von Fundpunkten in Pakistan. Einer der größten geschliffenen Väyryneite ist ein 2,02 ct schwerer Stein im Marquise-Schliff mit den Ausmaßen 11,19 mm × 5,20 mm × 4,90 mm. Aus der afghanischen Provinz Laghman sind geschliffene Väyrynenite bis zu 0,17 ct bekannt. Bilder verschliffener Väyrynenite sind bei RealGems.org zu sehen. Darüber hinaus ist Väyrynenit ein bei Mineralsammlern begehrtes Mineral.